# Otis Christ Superstar
Otis Christ Superstar is het derde en tevens laatste album van de Roosendaalse band Otis.
De band reisde in 2012 af naar Zuid-Frankrijk om daar te repeteren en nummers te schrijven. Het resultaat werd in 2013 opgenomen bij Studio 195 in Wernhout door Patrick Delabie. Het album werd in maart 2014 uitgebracht door Black Death Records.

## Nummers
1. Acid Soul
2. Done With Rain
3. No One Is Going To Take Care Of You
4. Jacob's letter
5. Necklace Of Skulls
6. Born On A Bed Of Nails
7. Black Snake
8. A Plague On Both Your Houses
9. Hollowed Out Prayer
10. Carry The Weight, Suffer The Load